# Para (Peñamellera Baja)
Para  ist ein Dorf in der Gemeinde Peñamellera Baja der autonomen Region Asturien. Para ist fünf Kilometer entfernt von Panes, dem Verwaltungssitz der Gemeinde.

## Geographie
Para liegt mit seinen sechs Einwohnern (Stand: 2020) auf 170–200 m Höhe über NN.

## Klima
Der Sommer ist angenehm mild, aber auch sehr feucht. Der Winter ist ebenfalls mild und nur in den Hochlagen streng.
- Temperaturen im Februar 2007: 3–9 °C
- Temperaturen im August 2007: 19–25 °C